# Есенинская энциклопедия
Есе́нинская энциклопе́дия  (кратко ЕЭ) — персональная энциклопедия (посвящённая личности одного человека) на русском языке о Сергее Есенине. Проект, реализуемый Институтом мировой литературы им. A.M. Горького Российской академии наук, Рязанским государственным университетом им. С. А. Есенина, Государственным музеем-заповедником С. А. Есенина, а также Международным Есенинским обществом «Радуница». Фундаментальный свод знаний по проблемам изучения жизни и творчества С. А. Есенина, его многосторонней роли в истории русской и мировой культуры. Около 2000 статей «Есенинской энциклопедии» подразделяются на монографические (об одном произведении или цикле произведений), проблемные — теоретико-литературного, историко-биографического и историко-литературного характера, персональные, статьи краеведческого характера, библиографические обзоры и справки.
Опубликованы ряд словарных статей. В январе 2021 года вышел первый том ЕЭ: книга «Памятные места и литературная география». Выпуск посвящен есенинским памятным местам и литературным топонимам поэта и приурочен к 125-летию со дня его рождения. Всего в неё входит 357 статей, в которых дана характеристика 442 топонимов.

## Этапы работы
На первом этапе разработана концепция, определён круг проблем, выявлены малоизученные вопросы. Определение ответственных за тематические разделы энциклопедии (произведения, окружение, поэтика и т. д.) и авторов ряда основных статей.
С 2004 года Рязанский государственный университет им. С. А. Есенина выпускает научно-методический журнал Современное есениноведение (= Contemporary Esenin study).
С 28 сентября по 1 октября 2006 года в Москве, Рязани и Константинове прошла Международная научная конференция на тему: «Есенинская энциклопедия: концепция, проблемы, перспективы». В её рамках обсудили вопросы подготовки энциклопедии.
На втором этапе на основе выработанной концепции подготовлен словник, примерный объём словарных статей, определены их авторы.
В 2014—2016 годах словник «Есенинской энциклопедии» стал проектом, поддержанным Российским гуманитарным научным фондом (номер гранта 14-04-00417).
Третий этап подразумевает написание статей энциклопедии, создания словаря рифм; частотного словаря языка Есенина; хроник жизни и творчества С. А. Есенина, подготовки списка «Основная литература о жизни и творчестве С. А. Есенина».
Четвёртый этап это научное редактирование энциклопедии.
Пятый заключительный этап. Подготовка труда к печати, редактура и корректура.

## Структура алфавитной словарной части энциклопедии
1) Произведения (в том числе незаконченные и приписываемые Есенину, всего более 500);
2) Биография;
3) Окружение (родственники, близкое окружение, знакомые и современники);
4) Язык. Поэтика. Проблемы мировоззрения;
5) Есенин и русская и советская литература (в том числе народов России) и русское зарубежье;
6) Есенин и зарубежная литература;
7) Есенин и литература ближнего зарубежья;
8) Есенин и фольклор;
9) Прижизненные сборники и отдельные издания произведений;
10) Коллективные сборники и альманахи;
11) Периодические органы печати;
12) Есенин и искусство;
13) Есенинские памятные места и музеи. Литературная топография;
14) История изучения и восприятия творчества Есенина. Есениноведение.
Структура разделов
1. Произведения.
Тематическая рубрика содержит статьи обо всех произведениях С. А. Есенина, законченных и незаконченных, а также письмах, автобиографических заметках, набросках, планах и т. д., а также о циклах произведений («Персидские мотивы»), всего около 500 статей.
Объём статей колеблется от 1,3 а. л. до нескольких строк и определяется значимостью того или иного произведения, а также степенью изученности его в литературе о поэте. Статьи максимального объёма: «Пугачёв», «Страна негодяев», «Анна Снегина», «Черный человек», «Ключи Марии»; минимального — экспромты, наброски.
Построение статей об отдельных произведениях:
— творческая история произведения;
— идейное содержание;
— художественные особенности;
— свод фактических сведений о нём;
— характеристика критических отзывов;
— суммарная характеристика и перечень наиболее известных художников-иллюстраторов, композиторов, создавших произведения на текст Есенина.
Кроме того, статьи содержат специальный раздел (набран более мелким шрифтом), где сообщается место хранения автографа, указана первая его публикация, дано обоснование датировки, и, наконец, приводится список основной литературы, посвященной полностью или частично этому произведению.
Кроме статей о конкретных произведениях, предполагается десять статей общего историко-литературного характера: Автобиографические заметки; Частушки. Фольклорные записи; Письма; Дарственные надписи; Владельческие надписи на книгах; Деловые бумаги; Афиши и программы вечеров; Планы. Наброски. Сюжеты; Приписываемое Есенину.
2. Биография. Основу биографических сведений дает хронологическая канва жизни и творчества С. А. Есенина.
В отдельных статьях даётся родословная Есенина, обрисованы разные этапы и обстоятельства его жизненного пути (в том числе города, учреждения, организации, издательства, литературные кафе, объединения и кружки, в которых состоял, сотрудничал поэт, и те, с которыми враждовал,— РАПП, ЛЕФ, футуристы):
Константиново;
Константиновское земское училище;
Спас-Клепиковская учительская школа;
Московский университет им. А. Шанявского;
Типография товарищества Сытина и др.
3. Окружение. Раздел содержит четыре подраздела, границы которых достаточно условны:
а) родственники;
б) близкое окружение;
в) знакомые;
г) современники (в том числе литературное и бытовое окружение).
4. Язык. Поэтика. Проблемы мировоззрения.
5. Есенин и русская и советская литература, в том числе народов России.
Связи Есенина с русской литературой рассмотрены в двух аспектах: усвоение поэтом традиций предшественников (статьи о А. С. Пушкине, М. Ю. Лермонтове, Н. В. Гоголе, Н. А. Некрасове, Ф. М. Достоевском, Н. А. Клюеве и др.) и влияние творчества Есенина на дальнейшее литературное развитие (статьи о Л. Леонове, А. Платонове, Н. Рубцове, А. Твардовском, В. Шукшине и др.). Обобщенную характеристику места Есенина в русской литературе содержат статьи «Есенин и русская классическая литература» и «Есенин и русская литература XX века».
Всего по пятой тематической рубрике в энциклопедии около 200 персоналий. Среди них: В. Маяковский, А. Куприн, И. Северянин, М. Цветаева, П. Орешин, С. Городецкий и др.
6. Есенин и русское зарубежье. Наряду с обобщающей статьей «Русское зарубежье и Есенин», раздел содержит статьи по отдельным темам, например «Эмигрантская критика» и отдельным центрам русской эмиграции: Берлин, Париж, Прага, Нью-Йорк и др.
Отдельные статьи раздела войдут в тематические комплексы: Прижизненные сборники и отдельные издания произведений; Коллективные сборники и альманахи; Периодические органы печати; Биография (Учреждения, Организации и Издательства; Учебные заведения и т. п.); Памятные места; Театр и Есенин; Изобразительное искусство и Есенин и др. Значительную часть работ составляют персоналии (не менее 60): Г. В. Адамович, И. А. Бунин, Д. Д. Бурлюк, Г. Д. Гребенщиков, Р. Б. Гуль, Г. Б. Забежинский, В. М. Левин, Ю. Морфесси, И. В. Одоевцева, В. Ф. Ходасевич и др.
Редактор-составитель — Н. И. Шубникова-Гусева.
7. Есенин и литература ближнего зарубежья. Обзорная статья «Переводы и изучение Есенина в литературах народов СССР» раскрывает влияние поэта на развитие многонациональной поэзии Советской страны — эти темы затронуты в отдельных статьях, посвящённых отдельным литературам.
Основная часть дается по отдельным литературам, например: Абхазская литература; Азербайджанская литература; Армянская литература; Грузинская литература и др., а также языкам: Азербайджанский язык, Тюркские языки и нескольким персональным статьям: А. Атабаев; И. Драч; В. Давтян; К. Кулиев; Кюрчайлы; М. Танк и др.
8. Есенин и зарубежные литературы.
Тема рассматривается в двух аспектах: восприятие русским поэтом мирового литературного наследия и распространение его творчества за рубежом. Статьи первого рода посвящены как целым литературам (английская, немецкая, французская) или литературным комплексам (античная литература), так и отдельным писателям, известным Есенину и повлиявшим на него (например, Дж. Байрон, У. Шекспир, А. Мюссе и др.).
Восприятие творчества Есенина, прежде всего переводы стихов и прозы за рубежом, в основном рассматривается по странам, иногда по группам стран (например, арабские страны). Эти статьи обзорного типа собраны под рубрикой «Переводы и изучение Есенина за рубежом».
9. Есенин и фольклор. Включает статьи теоретико-литературного и историко-литературного характера (песня, сказка, частушка, притча, загадка, пословица, фольклорные записи и др.). Имеется общая статья теоретико-литературного характера «Есенин и фольклор», в которой раскрывается интерес Есенина к фольклору на протяжении его жизни.
10. Прижизненные сборники и отдельные издания произведений. Представлены статьи о вышедших и не вышедших прижизненных сборниках Есенина, включая подготовленное поэтом Собрание стихотворений.
Статьи включают историко-литературную часть (творческая история) и библиографическую справку (состав сборника и краткий обзор критических откликов).
11. Коллективные сборники и альманахи. Даются библиографические справки о коллективных сборниках и альманахах, которые имели принципиальное значение в творчестве Есенина, как вышедшие в свет: «Скифы», «Красный звон», «Имажинисты», «Конница бурь» и др., так и не изданные: «Эпоха Есенина и Мариенгофа».
12. Периодические органы печати. Библиографические обзоры и справки о тех газетах и журналах, которые имели существенное значение для творческого пути поэта: «Мирок», «Друг народа», «Красная новь», «Бакинский рабочий» и др.
13. Есенин и искусство. Входят три больших подраздела: Музыка; Изобразительное искусство; Театр и кино.
Музыка и Есенин: Музыка в жизни и творчестве Есенина, Сочинения Есенина в музыке: Вокальная и инструментальная музыка. Опера. Балет. Музыкальные произведения, посвящённые Есенину,— около ста персональных статей о композиторах.
Изобразительное искусство: Есенин и художники-современники; иллюстрирование произведений Есенина; книжные знаки (экслибрисы); памятники Есенину; портреты Есенина; русские лаки; филателия. Среди персональных статей: Ю. Анненков, Б. Григорьев, П. С. Наумов, М. В. Нестеров, К. С. Петров-Водкин, В. А. Юнгер и др.
Театр и кино.
Театр и Есенин: Есенинская драматургия на сцене; «Пугачёв», «Страна негодяев», «Анна Снегина». Инсценировки повести «Яр».
Кинематография и Есенин. Персональные статьи на тему: «Театр и кино».
14. Есенинские памятные места и музеи; литературная топография.
В разделе имеются краеведческие справки обо всех известных есенинских местах и музеях и около ста статей по топографии: Государственный музей-заповедник С. А. Есенина в Константинове, Московский государственный музей С. А. Есенина; Кавказ (Кавказский край); Баку, Тифлис и др.
15. История изучения и восприятия творчества Есенина. Есениноведение.

Ряд статей имеют общий или обобщающий характер, то есть включают сведения, которые, как правило, более полно даются в статьях, посвященных конкретному вопросу.
I. Статьи о произведениях или циклах произведений, набросках и отдельных записях охватывают все творчество писателя.
1. Статьи общего характера.
2. Статьи о крупных прозаических произведениях (роман, драма в стихах, поэма) являются своего рода миниатюрными монографиями, но построены не строго однотипно, а с учётом особенностей произведения и литературы о нём. Их объём колеблется от 1,3 а. л. до 6,6 страницы.
3. Статьи о небольших прозаических произведениях (повесть, рассказ) и стихотворениях объёмом от 7 до 0,1 страницы («У Белой воды», «Бобыль и Дружок»).
II. Проблемные статьи теоретико-литературного характера.
2.1. Статьи об общественно-исторической проблематике и мотивах творчества Есенина (библейские мотивы, религиозные мотивы и др.), проблеме лирического героя и др.
2.2. Статьи, рассматривающие эстетический идеал и центральные родовые категории есенинского творчества: лирику, прозу, драматургию; стиль, стилистику и стихосложение (метрика, ритмика, строфика, рифма, мелодика, фоника).
3. Статьи о жанрах поэзии Есенина (поэма, баллада, элегия и др.).
4. Статьи о характерных для есенинского мира понятиях — автобиографизм, исповедь, притча, богоборчество.
5. Статьи о есенинской поэтике: поэтический язык, символ, пейзаж, портрет и др., их функции в художественных произведениях .
III. Историко-биографические статьи.
3.1. Обзорные статьи: Родословная Есенина; Есенины; Титовы;
3. 2. Статьи о конкретных периодах жизни Есенина.
IV. Историко-литературные статьи.
4.1. Статьи обобщающего характера о месте Есенина в русской литературе.
4. 2. Статьи о восприятии русским поэтом мирового литературного наследия посвящены как целым литературам (английская, немецкая, французская), так и литературным комплексам (античная литература).
4. 3. Статьи историко-литературного характера, посвященные отдельным проблемам (историзм, цензура).
V. Персональные статьи.
Персональные статьи наиболее многочисленны и разнообразны.
1. Статьи о родственниках:
а) персоналии, объединённые в общие статьи, напр. Родственники: Есенины, Титовы, Разгуляевы;
б) отдельные статьи о самых близких родственниках: А. Н. Есенин (отец); Т. Ф. Есенина (мать), Ф. А. Титов (дед), бабки, дядья, сестры, Е. А. Есенина, А. А. Есенина.
2. Статьи о близком окружении (A. M. Сахаров и др.).
3. Знакомые и современники. Краткие сведения о лице, история взаимоотношений, творческие связи, библиография.
4. Статьи о писателях, которые оказали влияние на творчество Есенина и известных Есенину (А. С. Пушкин, М. Ю. Лермонтов, Н. В. Гоголь и др., а также Дж. Байрон, У. Шекспир) — сведения о лице, упоминания, отклики на некоторые мотивы и художественные открытия, диалог писателей.
5. Статьи о писателях, которые испытали прямое или косвенное влияние Есенина, знали и любили его творчество и упоминали его в своих произведениях (и др.).
Построение статьи: краткие сведения о лице, упоминания и интерпретация поэтических образов и мотивов в творчестве, дневниках и воспоминаниях, библиография.
6. Статьи о композиторах, художниках и театральных режиссёрах и постановщиках, которые отразили произведения Есенина в музыке, живописи, театре, кино.
VI. Статьи краеведческого характера подразделяются на два типа.
1. Обзорные: Есенинские места и маршруты, Имени Есенина, Памятники Есенину.
2. Статьи по топографии: Константиново, Рязань, Москва, Кавказ, Баку, Тифлис и др.
VII. Библиографические обзоры и справки.
1. Обзоры: Есениноведение.
Издания Есенина: Прижизненные издания. Посмертные издания. Послереволюционные издания.
Переводы и изучение Есенина за рубежом.
Переводы и изучение Есенина в литературах народов СССР.
Изучение Есенина в школе; рукописи Есенина; книжные знаки (экслибрисы); сочинения Есенина в музыке; вокальная и инструментальная музыка (опера; балет; музыкальные произведения, посвящённые Есенину);
Иллюстрирование произведений Есенина; театр и Есенин; кинематография и Есенин.
2. Библиографические справки о газетах, журналах, альманахах, в которых печатался Есенин.

## Публикации в рамках проекта «Есенинская энциклопедия»
- Есенинская энциклопедия: Концепция. Проблемы. Перспективы : материалы Международной научной конференции, посвященной 111-летию со дня рождения С. А. Есенина / Ин-т мировой литературы им. А. М. Горького РАН, Гос. музей-заповедник С. А. Есенина, Рязанский гос. ун-т им. С. А. Есенина; [редкол.: О. Е. Воронова (отв. ред.) и др.]. — Москва ; Константиново ; Пресса, 2007. — 495 с.
- Сергей Есенин и искусство [Текст] : сборник научных трудов / Ин-т мировой лит. им. А. М. Горького РАН, Гос. музей-заповедник С. А. Есенина, Рязанский гос. университет им. С. А. Есенина; [редкол. : О. Е. Воронова, Н. И. Шубникова-Гусева (отв. редакторы) и др.]. — Москва [и др.] : ИМЛИ РАН, 2014
- Летопись жизни и творчества С. А. Есенина [Текст] : в 5 т. / Российская акад. наук, Ин-т мировой литературы им. А. М. Горького; [сост.: М. В. Скороходова и С. И. Субботина]; гл. ред. Ю. Л. Прокушев. — Москва : ИМЛИ РАН, 2003-